# Adare Trough
Adare Trough är en gravsänka i Antarktis. Den ligger i havet utanför Östantarktis. Nya Zeeland gör anspråk på området.